# Francesca Noemi Linari
Francesca Noemi Linari (Scandiano, 10 luglio 2001) è una ginnasta italiana, vincitrice della medaglia d'oro con la squadra ai Giochi del Mediterraneo 2018 di Tarragona.

## Carriera junior

### 2014: Golden league, incontro internazionale di Camaiore, campionati italiani di categoria;
Si fa conoscere in campo nazionale nel 2014 al suo primo anno da junior quando partecipa con la Brixia alla Golden League di Porto San Giorgio, dove pur non riuscendo ad accedere alle finali di specialità, ottiene l'oro con la squadra che oltre a lei comprende Vanessa Ferrari, Erika Fasana, Sofia Busato, Lavinia Marongiu, Adriana Crisci, Martina Rizzelli, Chiara Imeraj e Desiree Carofiglio.
Il suo debutto internazionale vestendo la maglia azzurra avviene ad ottobre dello stesso anno durante l'incontro internazionale di Camaiore insieme a Martina Maggio, Sofia Busato, Chiara Imeraj, Pilar Rubagotti, e Caterina Vitale. Nella competizione la squadra italiana vince la medaglia d'oro.
A dicembre partecipa ai campionati italiani di categoria a Civitavecchia, dove nella categoria junior prima fascia ottiene l'oro individuale davanti a Matilda Antonelli e Martina Maggio.

### 2015: Serie A, Gymnix, Trofeo Città di Jesolo, Flanders,  incontri internazionali di Mortara e di Ipswich, EYOF, Golden League e Massilia Cup, campionati italiani di categoria;
Inizia il 2015 partecipando alla Serie A, dove contribuisce alla vittoria della Brixia in tutte e tre le tappe, ottenendo lo scudetto.
Partecipa a marzo all'international Gymnix in Canada a Montréal con la squadra che oltre a lei comprende Sara Berardinelli, Michela Redemagni e Clara Colombo, la squadra italiana vince la medaglia di bronzo, la Linari finisce quarta nell'all'around, quinta in finale al volteggio, settima alle parallele e sesta al corpo libero.
La competizione successiva è il Trofeo Città di Jesolo, l'Italia junior che comprende oltre alla Linari, Sofia Arosio, Sara Berardinelli, Michela redemagni, Clara Colombo e Nicole Simionato, vince il bronzo dietro a Stati Uniti e Canada, accede poi alla finale a volteggio che conclude in quarta posizione, ed in quelle a parallele e trave che conclude invece in settima posizione.
Partecipa alle Flanders International in Belgio, con una squadra mista che comprende italiane e brasiliane che vincono il bronzo di squadra.
Viene poi convocata per un incontro internazionale a Mortara, in preparazione agli EYOF, contro la Francia insiemergente alle compagne Martina Maggio, Nicole Simionato, Caterina Cereghetti, Desiree Carofiglio e Sara Berardinelli. L'Italia vince la medaglia d'argento e Francesca Noemi è quinta nel concorso individuale dopo le francesi Melanie De Jesus Dos Santos, Juliette Bossu, Marine Boyer e la compagna di squadra Martina Maggio.
L'ultimo incontro pre-EYOF avviene a Ipswich in Gran Bretagna dove la squadra italiana che oltre alla Linari comprende Martina Maggio, Nicole Simionato, Caterina Cereghetti, Sara Berardinelli e Desiree Carofiglio, vince la medaglia di bronzo, contro Brasile, Gran Bretagna e Germania.
Prende poi parte agli EYOF insieme a Martina Maggio e Caterina Cereghetti, dove non ottiene medaglie.
A settembre partecipa alla Golden League sempre con la Brixia, quest'anno la squadra comprende Erika Fasana, Martina Rizzelli, Sofia Busato, Caterina Vitale, Lavinia Marongiu, Asia D'Amato e Joana Favaretto, la squadra vince la medaglia d'argento, Linari accede alla finale al corpo libero dove vince l'oro precedendo Federica Macrì e Adriana Crisci.
Partecipa alla Massilia Cup, con Elisa Meneghini, Enus Mariani e Martina Maggio, in sostituzione dell'infortunata Tea Ugrin ma la Linari non ottiene alcuna finale di specialità.
A dicembre partecipa ai campionati italiani di categoria a Mortara dove vince la medaglia di bronzo individuale dietro ai due ori pari merito Martina Maggio e Desiree Carofilgio, vince poi il bronzo a volteggio dietro a Desiree Carofiglio e Sara Berardinelli, il bronzo alla trave dietro ad Alessandra Kalmykova ed Alice Pozzoli, ed il bronzo al corpo libero dietro a Desiree Carofiglio e Martina Maggio.

### 2016: Serie A, Trofeo Città di Jesolo, Incontro internazionale di Carpiano, Europei juniores e assoluti, campionati italiani di categoria;
Inizia il suo ultimo anno da junior partecipando alla serie A sempre con la Brixia di Brescia contribuendo alla vittoria in ogni tappa e quindi alla ovvia conquista dello scudetto.
Partecipa al Trofeo Città di Jesolo, che non comprende per il 2016 la competizione a squadre per le junior, in questa gara si posiziona ottava nell'all-around ed accede alle finali di specialità a volteggio, trave e corpo libero, nella prima finale termina quinta, alla trave e al corpo libero quarta.
A maggio partecipa ad un incontro internazionale a Carpiano in previsione degli Europei di Berna, Francesca Linari vince il bronzo con la squadra, viene poi selezionata per partecipare agli europei insieme a Martina Maggio, Maria Vittoria Cocciolo, Sara Berardinelli e Martina Basile, la squadra italiana si ferma ai piedi del podio, Linari si qualifica per la finale all'around che termina in undicesima posizione e svolge un buon corpo libero che le permette di essere prima riserva, poco prima della finale la ginnasta rumena Olivia Cimpian rinuncia al proprio posto, ma prima della Linari, ci sarebbero state altre due rumene che per la regola del "two for country" non sono entrate in finale, ma anch'esse rinunciano e l'italiana si ritrova ad essere in finale pochi minuti prima che iniziasse, svolge un buon corpo libero ed arriva in quarta posizione.
A luglio compete poi ai campionati assoluti di Torino solo a trave e corpo libero dove accede alle finali che conclude rispettivamente in quinta e in sesta posizione.
Partecipa poi ai campionati italiani di categoria a Civitavecchia, dove si impone nel concorso individuale davanti a Giulia Bencini e Sofia Arosio, prende poi parte alle finali al volteggio dove vince un'altra medaglia d'oro davanti a Maria Vittoria Cocciolo e Caterina Cereghetti, l'argento alle parallele dietro a Caterina Cereghetti e davanti a Giulia Bencini e l'argento alla trave dietro a Maria Vittoria Cocciolo e davanti a Giulia Bencini.

## Carriera senior

### 2017 categoria senior: Esperienza negli USA, Serie A, Trofeo Città di Jesolo, Flanders, assoluti e Massilia Cup;
A gennaio 2017 parte con le compagne Benedetta Ciammarrughi, Giorgia Villa, Elisa Iorio, Alice D'Amato, Asia D'Amato, Sofia Arosio, Giulia Bencini, Sara Berardinelli, e Caterina Cereghetti, per un'esperienza di qualche settimana negli Stati Uniti, allenandosi nella palestra statunitense di Dallas, fianco a fianco con le statunitensi campionesse del mondo e olimpiche in carica.
Inizia il suo primo anno da senior partecipando alla seconda, terza e quarta tappa di serie A, dove la Brixia vince l'oro e successivamente lo scudetto.
Viene poi inserita nella lista dei convocati provvisori per i campionati europei di Cluji-Napoca, insieme a Lara Mori, Giada Grisetti e Desiree Carofiglio.
Partecipa al Trofeo Città di Jesolo con Desiree Carofiglio, Giada Grisetti e Martina Maggio, la squadra italiana si ferma in quinta posizione e Linari è la migliore italiana nell'all-around.
Dopo le prestazioni del trofeo città di Jesolo e della serie A, vengono decise le convocate definitive per gli europei che furono: Lara Mori, Giada Grisetti, Martina Maggio, e Sofia Busato. Linari viene così esclusa da quello che sarebbe stato il suo primo campionato europeo senior, dopo quello junior di Berna.
A giugno partecipa alle Flanders International a Ghent in Belgio con Giada Grisetti, Elisa Meneghini, Caterina Cereghetti e Desiree Carofiglio, la squadra senior vince l'oro, compete poi a parallele e corpo libero nella competizione a squadre mista (junior e senior), contribuendo nuovamente all'oro della nazionale.
Prende parte ai campionati italiani assoluti di Perugia, dove è decima nell'all-around a causa di alcune imprecisioni tra parallele e trave, riesce comunque ad accedere alla finale al corpo libero che termina in quarta posizione.
Viene poi inserita nella lista delle convocazioni provvisorie con Sara Berardinelli, Lara Mori e Desiree Carofiglio, visti anche gli infortuni di Sofia Busato e Martina Maggio. Sarà poi decisiva per le convocazioni definitive l'ultima tappa di serie A ad Eboli dove però la Linari commetterà diversi errori a trave e corpo libero suoi attrezzi di punta, pregiudicando così la convocazione al mondiale e al suo posto verrà convocata la rientrante Vanessa Ferrari appena ripresa dall'operazione al tendine post olimpiadi di Rio de Janeiro 2016.
A novembre partecipa alla Massilia Cup con Giada Grisetti, Elisa Meneghini e Sara Berardinelli, si ferma in dodicesima posizione nell'all-around.

### 2018: Serie A, Trofeo Città di Jesolo, Campionati Gold, Giochi del Mediterraneo, Assoluti di Riccione, campionati europei, infortunio;
Partecipa come individualista al Trofeo Città di Jesolo a trave e corpo libero, dove non ottiene l'accesso alle finali di specialità.
Prende poi parte alla seconda tappa di serie A a Milano con la Brixia che vince la medaglia d'oro, la Linari compete alla trave e al corpo libero. Partecipa anche alla terza tappa di serie A, dove compete a parallele, trave e corpo libero. In entrambe le tappe la Brixia vince l'oro e quindi lo scudetto.
Partecipa ai campionati italiani Gold nella categoria senior 1, vince l'oro nell'all-around precedendo Giulia Bencini e Chiara Vergani, e l'argento in tutte le finali di specialità.
Partecipa poi ai Giochi del Mediterraneo di Tarragona insieme a Giada Grisetti, Caterina Cereghetti, Martina Basile, Martina Maggio e Lara Mori, contribuisce con trave e corpo libero all'oro della squadra.
Partecipa ai campionati assoluti a Riccione, compete nell'all-around e si ferma in settima posizione, accede alle finali a trave, corpo libero, nella prima finale finisce in sesta posizione, al corpo libero termina in settima posizione.
Viene convocata insieme a Caterina Cereghetti, Giada Grisetti, Sofia Busato e Martina Basile, per gli europei di Glasgow, la Linari compete a trave, corpo libero e parallele, è proprio lei ad aprire l'europeo per l'Italia, svolge una buona trave con ottimi collegamenti e giri ed ottiene 12.800. Svolge poi delle buone parallele e un buon corpo libero trovando una certa continuità che le mancava da un po' di tempo. La squadra italiana arriva in nona posizione, per pochissimo non accede quindi alla finale, ma nella giornata successiva, viene comunicato che il Belgio non prende parte alla finale a squadre, l'Italia accede quindi alla finale del sabato.
Durante il collegiale in preparazione ai mondiali di Doha la Linari si infortuna procuarandosi una frattura del piatto tibiale, ed è così costretta ad interrompere la preparazione per i mondiali di Doha.

### 2019: Campionati italiani assoluti
Torna a competere ai campionati italiani assoluti a Meda dove ottiene 47,900 nell'all-around, concludendo la gara all'undicesimo posto.
Viene poi convocata per un collegiale in preparazione ai campionati del mondo di Stoccarda con Desiree Carofiglio, Giada Grisetti, Martina Maggio, Giorgia Villa, Alice D'Amato e Asia D'Amato. Non viene poi convocata per i campionati del mondo.

### 2020: Serie A
Compete in Serie A, in prestito all'artistica 81 di Trieste, dove ottiene 12,950 al volteggio, 12,750 alle parallele, 12,100 alla trave, 12,850 al corpo libero, contribuendo al quinto posto della squadra.
Partecipa poi alla seconda tappa di Serie A ad Ancona, dove arriva nona nel concorso generale e settima con la squadra.
È costretta a fermare ai suoi allenamenti a causa della pandemia del Coronavirus e la conseguente chiusura di tutte le palestre, viene poi riammessa il 4 maggio per continuare gli allenamenti insieme alle altre ginnaste agoniste.
A luglio si trasferisce dalla Brixia al Centro tecnico di Milano, per motivi universitari, tesserandosi per l'Artistica 81.